# Operațiunea Donnerkeil
Operațiunea Donnerkeil (Unternehmen Donnerkeil, Operațiunea Trăsnetul) a fost numele de cod pentru o operațiune militară germană din a doua conflagrație mondială. Donnerkeil urmărea obținerea superiorității aeriene pentru sprijinirea operațiunii inițiată de marina militară germană sub regimul nazist (Kriegsmarine), cunoscută sub numele de  Operațiunea Cerberus.
În anul 1941, vasele de suprafață ale forțelor navale germane au executat o serie de misiuni împotriva vaselor comerciale în colaborare cu submarinele care au participat la Bătălia Atlanticului. În ianuarie 1941 a fost lansată Operațiunea Berlin, iar în mai același an a fost lansată Operațiunea Rheinübung. Superioritatea vaselor de suprafață a Royal Navy a împiedicat însă unitățile germane să se întoarcă în bazele din Marea Baltică. Navele germane de suprafață care au supraviețuit bătăliilor navale, Scharnhorst, Gneisenau și crucișătorul Prinz Eugen, își găsiseră adăpost în portul francez Brest. De-a lungul întregului an 1941, bombardierele britanice au executat misiuni împotriva docurilor care adăposteau navele germane. Distanța relativ mică la care se aflau aeroporturile forțelor militare britanice (Royal Air Force) a permis echipajelor să execute un mare număr de misiuni într-o succesiune rapidă. Ca urmare a atacurilor britanice, Adolf Hitler a cerut Înaltului Comandament Naval (Oberkommando der Marine) să mute navele în afara razei de acțiune a bombardierelor inamice. 
În decembrie 1941, Oberkommando der Luftwaffe (Înaltul Comandament al Forțelor Aeriene) a primit ordinul să conceapă un plan pentru asigurarea superiorității aeriene în timpul operațiunii de transfer al celor trei vase germane din Franța în porturile Mării Nordului prin Canalul Mânecii. Generalul Adolf Galland a conceput planul pentru asigurarea acoperirii aeriene a operațiunii navale. operațiunea navală Cerberus și cea aeriană Donnerkeil au fost lansate pe 11 februarie 1942. Germanii au reușit să obțină un avantaj important la începutul operațiunii, surprinzând pe picior greșit forțele navale și aeriene britanice. Vasele germane au ajuns cu pierderi minime la baze pe 13 februarie 1942, la doar două zile după lansarea Cerberus și Donnerkeil.
În timpul traversării Canalului Mânecii, Luftwaffe a respins toate atacurile britanice împotriva vaselor germane. În timpul luptelor aeriene care au avut loc deasupra Canalului Mânecii, britanicii au suferit pierderi grele, fără să obțină vreun câștig cât de mic. În schimb, pierderile germane au fost limitate, iar operațiunea și-a atins obiectivul propus.

## Contextul general
Primele vase germane de mare capacitate care au intrat în portul Brest au fost Scharnhorst și Gneisenau (22 martie 1941). În următoarele opt săptămâni, acestea au participat la Operațiunea Berlin împotriva transporturilor navale aliate din Oceanul Atlantic. În a noua săptămână, lor li s-a alăturat crucișătorul greu Prinz Eugen, care ancorase pentru prima oară în portul Brest pe 1 iunie 1941, după eșecul Operațiunii Rheinübung. În perioada în care s-au aflat în docurile de la Brest, aceste vase se aflau în raza de acțiune a avioanelor britanice și au fost ținta a numeroase atacuri aeriene, unele dintre ele provocând avarii importante. O ofensivă aeriană de zece săptămâni a RAF începută pe 29 martie 1941 a înregistrat 2.928 misiuni împotriva portului Brest, 171 dintre acestea desfășurându-se pe timpul zilei. În unele cazuri, aviația britanică a suferit pierderi grele în timpul misiunilor de bombardament. De exemplu, în timpul raidului de pe 12 iulie, britanicii au pierdut 12% dintre avioanele participante. Atacurile nocturne erau mai sigure pentru britanici, datorită faptului că germanii nu aveau în zonă avioane de vânătoare pe timpul nopții. În timpul atacurilor nocturne, germanii au pretins că artileria lor antiaeriană a doborât 18 bombardiere britanice. În timpul campaniei lor de bombardare a Brestului, RAF a folosit aparatură de navigație sofisticată pentru acea vreme. În noaptea de 7/8 decembrie 1941, a fost folosit pentru prima oară sistemul de navigație ghidat prin radio „OBOE”.
Adolf Hitler a fost îngrijorat de posibilitatea pierderii Bismarck și a ordonat Kriegsmarine să mute vasele din Franța în porturile germane pentru reparații și reînarmare în vederea unor operațiuni în Norvegia. Aici ele aveau să funcționeze ca vase de descurajare pentru apărarea Norvegiei ocupate de germani și pentru atacarea convoaielor aliate din Atlanticul de nord. Dintre rutele posibile pentru ducerea la îndeplinire a ordinului Führerului, Oberkommando der Marine pentru cea mai scurtă, dar mai periculoasă, prin Canalul Mânecii.
Pe 12 ianuarie 1942, Hitler s-a întâlnit cu principalii responsabili pentru operațiune la cartierul său general din Prusia Răsăriteană – Bârlogul Lupului. Au fost prezenți comandantul șef al Wehrmachtului, Wilhelm Keitel, șeful Statului major al Luftwaffe, Hans Jeschonnek, șeful Statului major al operațiunilor militare, Alfred Jodl, comandantul aviației de vânătoare (General der Jagdflieger), Adolf Galland, comandantul șef al Marinei, Erich Raeder, și comandantul grupului de luptă (Kampfgruppe), Otto Ciliax. În timpul conferinței, Hitler a comparat flota germană cu „un pacient cu cancer care este condamnat la moarte, dacă ei nu îl supun la o operație. O operație, pe de altă parte, chiar dacă ar putea să fie drastică, va oferi cel puțin unele speranțe că viața pacientului ar mai putea fi salvată. Traversarea vaselor noastre este o asemenea operație. Ea trebuie să fie încercată”. Nu au fost discutate detalii operaționale. Luftwaffe a primit ordinul să asigure acoperirea aeriană și să efectueze raiduri de diversiune asupra unor ținte britanice. Jeschonnek a promis mobilizarea a aproximativ 250 de avioane.

## Pregătirile

### Planul Luftwaffe

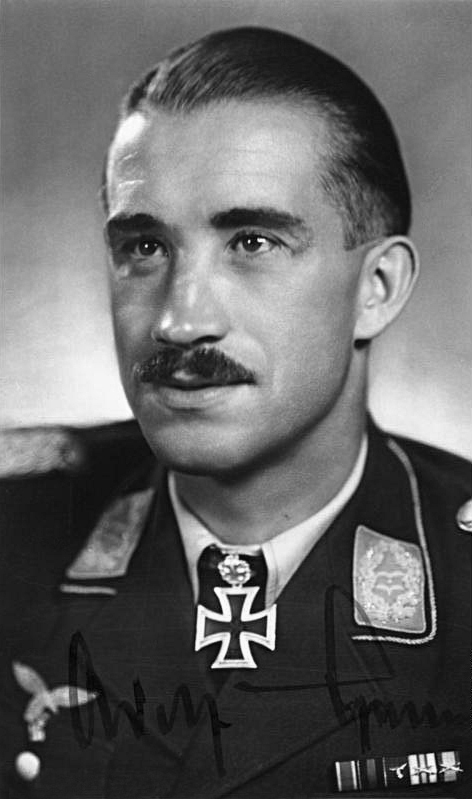
Adolf Galland, părintele Donnerkeil

OKL nu era încântat de sarcina sprijinirii Cerberus. Jeschonnek i-a mărturisit lui Galland temerile sale legate de faptul că, dacă Cerberus avea să fie un eșec, Luftwaffe urma să fie țapul ispășitor. Jeschnonnek avea motive să se teamă. În timpul întâlnirii din 12 ianuarie 1942, Marina, după ce își asigurase sprijinul lui Hitler, a cerut un dispozitiv uriaș pentru asigurarea acoperirii aeriene. Indiferent ce ar fi mers rău, Marina avea cel mai probabil să arunce vina pe Luftwaffe, urmând să fie sprijinită în această întreprindere de inamicii aviației militare. În timpul acestei întâlniri, Jeschonnek a menținut o poziție fermă, refuzând să dea orice fel de garanției pentru succesul operațiunii și nefiind de acord cu redistribuirea avioanelor și piloților de pe alte fronturi în vestul Europei. Galland a fost învestit cu puteri depline pentru organizarea operațiunii care a primit numele de cod Unternehmen Donnerkeil (Operațiunea Lovitura de fulger). Operațiunea urma să fie una top secretă, iar Jeschonnek și Galland au trebuit să semneze angajamente secrete mai înainte să părăsească Bârlogul Lupului.
Detaliile planului au fost stabilite împreună cu colonelul Karl Koller, șeful statului major al Flotei aeriene a 3-a comandată de Hugo Sperrle. Pentru alcătuirea unei forțe suficient de numeroase, a fost nevoie de mobilizarea pentru luptă a unor unități de antrenament, deoarece grosul aviației de vânătoare (Jagdwaffe) era mobilizat în Uniunea Sovietică.
Ruta de deplasare a vaselor a fost divizată în trei sectoare funcție de întinderea sectoarelor de vânătoare (Jafü). Pentru asigurarea coordonării avioanelor de vânătoare a fost ales Max Ibel. Acesta fusese Comandantul grupului aerian de vânătoare (Geschwaderkommodore) nr. 27 (Jagdgeschwader 27). El a fost îmbarcat ca ofițer de semnalizare pe Scharnhorst (care devenea Vas pentru controlul avioanelor de vânătoare – Jagdfliegerführer Schiff, sau Jafü Schiff), de unde avea să țină legătura cu unitățile Luftwaffe în timpul operațiunii. Au fost organizate opt operațiuni de antrenament. Au fost executate aproximativ 450 de misiuni între 22 ianuarie și 10 februarie pentru pregătirea de luptă. Nu este clar dacă britanicii au avut cunoștință sau nu de aceste misiuni de antrenament.
Pentru împiedicarea transmisiunilor radio britanice, Serviciul de monitorizare radio (Funkhorchdienst) comandat de Wolfgang Martini, a încercat bruieze frecvențele radio. Germanii au creat o tehnică subtilă de bruiere care a crescut interferențele radio-atmosferice care scăzut performanțele radarelor britanice de coastă. În plus, bombardiere Dornier Do 217 din cadrul Grupului aerian de bombardament 2 (Kampfgeschwader 2) a primit misiunea organizării unor misiuni de diversiune electronică în zona de vest a Canalului Mânecii pentru păcălirea avioanelor inamice. Corpul aerian IX (Fliegerkorps IX) comandat de Joachim Coeler s-a pregătit pentru atacarea bazelor aeriene RAF din sud-vestul Angliei și a vaselor britanice care ar fi încercat să intercepteze convoiul german. Grupul aerian de recunoaștere strategică nr. 123 (Fernaufklärungsgruppe 123) a avut misiunea de sprijinire a Fliegerkorps IX printr-o misiuni neîntrerupte de recunoaștere aeriană a celor două capete ale Canalului.
Pentru asigurarea unui sprijin aeriene neîntrerupt, Grupurile aeriene de vânătoare diurnă și cele de vânătoare de noapte au primit ordine să organizeze echipe de întreținere și pregătire a zborului capabile să facă față unui ritm frenetic de muncă. Pentru menținerea unei supravegheri eficiente a spațiului aerian al grupului naval, personalul de întreținere trebuia să reușească remedierea problemelor mecanice, reînarmarea și realimentarea cu benzină în mai puțin de 30 de minute. Galland a avut ideea organizării unităților aeriene pentru zborul la altitudini diferite, pentru asigurarea acoperirii a unei părți a acestora. Grupurile care zburau la altitudine joasă puteau să evite detectarea de către radarele de coastă britanice. Galland a cerut ca grupul naval să se bucure de o umbrelă aeriană formată din cel puțin 16 avioane de vânătoare de-a lungul traversării Canalului. Grupul de vânătoare urma să fie împărțit în două subgrupuri de câte opt avioane, fiecare patrulând la o altitudine diferită. Cele opt avioane erau formate din câte două „stoluri” (Schwärme) a câte patru avioane. Tactica Schwärme implica zborul unui „stol” la nivelul mării și a celui de-al doilea la altitudine, în zigzag. Toate „stolurile” au fost organizate astfel încât să zboare înainte și înapoi de-a lungul liniei de vase în grupuri mari de câte opt, în tot acest timp piloții păstrând tăcerea radio. Toate misiunile erau cronometrate cu atenție pentru ca să asigure fiecărui avion exact 30 de minute de patrulare deasupra vapoarelor, o perioadă de timp suficient de mare care să permită valului următor de avioane să fie realimentat, reînarmat și să se reîntoarcă în zona de operațiuni. În orice caz, în timpul operațiunii Donnerkeil, avioanele s-au reîntors să facă schimbul în doar 20 de minute, ceea ce a însemnat că acoperirea aeriană pentru aproximativ 50% din timpul de traversare a fost asigurată de 32 de avioane de vânătoare odată.

### Pregătirile britanicilor
Forțele RAF au conceput măsuri de răspuns la o eventuală operațiune germană concretizate în „Operațiunea Fuller”. Forțele aeriene britanice erau convinse că germanii ar fi putut să aleagă Canalul Mânecii ca rută de deplasare. Căpitanul Norman Dening, șeful Centrului de informații operaționale al  Amiralității considera că deși alegerea Canalului Mânecii era o posibilitate pentru germani, alegerea altei rute este la fel de posibilă. La sfârșitul lunii ianuarie, el și-a avertizat superiorii că vasele germane de luptă sunt gata de plecare pe mare și că trebuie să se aștepte la o operațiune navală de amploare. Dening a trimis un mesaj amiralului  Dudley Pound:

Drumul cel mai scurt al navelor germane este prin Canalul Mânecii. Sunt 240 de mile de Brest către Cherbourg și încă 120 de mile de Cherbourg la strâmtoarea Dover. În timp ce navele ar putea face traversarea de la Brest la Cherbourg sau de la Cherbourg la strâmtoarea Dover în aceeași noapte, nu au putea face traversarea completă de la Brest la Dover în aceeași noapte. 
La prima vedere, această traversare de-a lungul Canalului pare periculoasă pentru germani. Este probabil, însă, ca în condițiile în care navele lor grele nu sunt pe deplin operative, să prefere o astfel de traversare, bazându-se pentru apărarea lor pe distrugătoare și aeronave, care sunt operative, știind foarte bine că nu avem nave grele care să lupte împotriva lor în Canal…

Luând în considerație toți factorii, se pare că germanii pot traversa Canalul spre răsărit cu riscuri mai mici decât cele care le vor întâmpina dacă încearcă o traversare prin ocean.
Mareșalul de aviație  Philip Joubert de la Ferté, comandatul RAF Coastal Command a fost de acord că aceasta este cea mai probabilă rută. El se aștepta ca germanii să facă o tentativă de trecere în orice zi după data de 10 februarie. Din păcate, Air Ministry și cele trei comandamente RAF – RAF Coastal Command, RAF Bomber Command și RAF Fighter Command – au apreciat greșit că germanii vor dori să se folosească de întuneric pentru partea cea mai lungă și mai periculoasă a călătoriei și vor părăsi portul în timpul zilei. Din acest motiv, cele mai multe bombardiere au primit ordin să fie pregătite pentru atacuri nocturne. Traversarea grupului naval german avea să le prindă total nepregătite să atace în timpul zilei de 12 februarie.
Apărarea de coastă urma să asigure trei escadrile de avioane-torpiloare Bristol Beaufort. Forțele aeriene ale Marinei a contribuit cu o escadrile de avioane torpiloare Fairey Swordfish. Comandamentul bombardierelor a pregătit 300 de bombardiere gata pentru orice tip de operațiune. Existau însă numeroase probleme pentru această flotă aeriană avioanele Swordfish aveau o viteză foarte mică de deplasare, iar asigurarea escortei de către aparatelor de vânătoare era dificilă. Escadrilele de bombardiere erau dispersate și erau greu de concentrat rapid. Una dintre escadrile avea baza la Leuchers (Scoția) și ultimele două în Anglia, una la Thorney Island, Portsmouth și cealaltă la St Eval, Cornwall.

## Forțele participante

### Luftwaffe
Luftwaffe a contribuit la operațiune cu cinci grupuri aeriene. Grupurile aeriene 1, 2 și 26 (Jagdgeschwader 1 sau JG 1, Jagdgeschwader 2 / JG 2 și Jagdgeschwader 26 / JG 26) erau dotate cu avioane de vânătoare pe timp de zi, cele mai multe de tip Messerschmitt Bf 109 și Focke-Wulf Fw 190. JG 2 și JG 26 foloseau Fw 190, iar JG 1 – Bf 109. Grupul de vânătoare nocturnă 1 (Nachtjagdgeschwader 1) a fost de asemenea repartizat pentru asigurarea superiorității aeriene a convoiului. Acest grup era dotat cu avioane Messerschmitt Bf 110. Grupul de bombardament 2 (Kampfgeschwader 2) avea un rol sprijin aerian, fiind destinat raidurilor de bombardament a aeroporturilor inamice din sudul Angliei și de atragere a aviației de vânătoare RAF în lupte departe de Canalul Mânecii. În total, germanii au mobilizat o forță aeriană combinată de 252 de avioane de vânătoare, 30 de avioane grele de vânătoare și 32 de bombardiere. JG 1 și JG 2 erau dotate cu 109, în vreme ce JG 26 dețineau „monopolul” avioanelor Fw 190.

### RAF și FAA
Britanicii aveau o încredere redusă în eficacitatea bombardierelor lor. Cum echipajele nu fuseseră pregătite pentru lovirea țintelor navale, capacitatea bombardierelor de distrugere a vaselor inamice era foarte redusă. Britanicii își puneau speranța în eficiența avioanelor lansatoare de torpile aflate în dotarea pazei de coastă (Coastal Command) și a forțelor aeriene ale marinei (Fleet Air Arm) – în principal avioane de tip Beaufort și Swordfish. Pentru atacurile împotriva vaselor inamice au fost repartizate biplanele Beaufort din escadrilele 42, 86 și 217, ceea ce s-a dovedit un număr insuficient de mare avioane. Cele trei escadrile de torpiloare au fost disponibile doar pe 12 februarie 1942. 57 de avioane Bristol Beaufort au fost trimise pe alte teatre de luptă, ceea ce a făcut ca, în acel moment, să existe o criză de torpiloare care să poată să fie folosite în operațiunile navale de amploare care erau așteptate. În plus, au mai fost retrase două escadrile – 415 și 489 – pentru redotarea cu aparate Handley Page Hampden. Cam în această perioadă, capacitatea de luptă a torpiloarelor a scăzut în continuare prin transferarea escadrilei 22 în Orientul Mijlociu..
În sprijinul avioanelor pazei de coastă au fost repartizate torpiloarele Fairey Swordfish ale avioanelor marinei. Pentru asigurarea misiunilor de recunoaștere au fost repartizate escadrilele RAF 224 și 233 dotate cu aparate Lockheed Hudson. Pentru întărirea forței aeriene, comandanții britanici au hotărât rechemarea în Regat a escadrilei 22 (repartizate anterior frontului din Orientul Mijlociu). Escadrila 407 cu rază lungă de acțiune a forțelor aeriene canadiene a fost repartizată pentru acțiunile de patrulare maritimă. De asemenea, peste 250 de avioane ale Grupului aerian RAF nr. 5 de bombardiere a fost repartizat pentru acțiunile de luptă împotriva vaselor germane.
Comandamentul avioanelor de vânătoare a repartizat pentru această operațiune 21 de escadrile.

## Operațiunea Cerberus

### Contactul

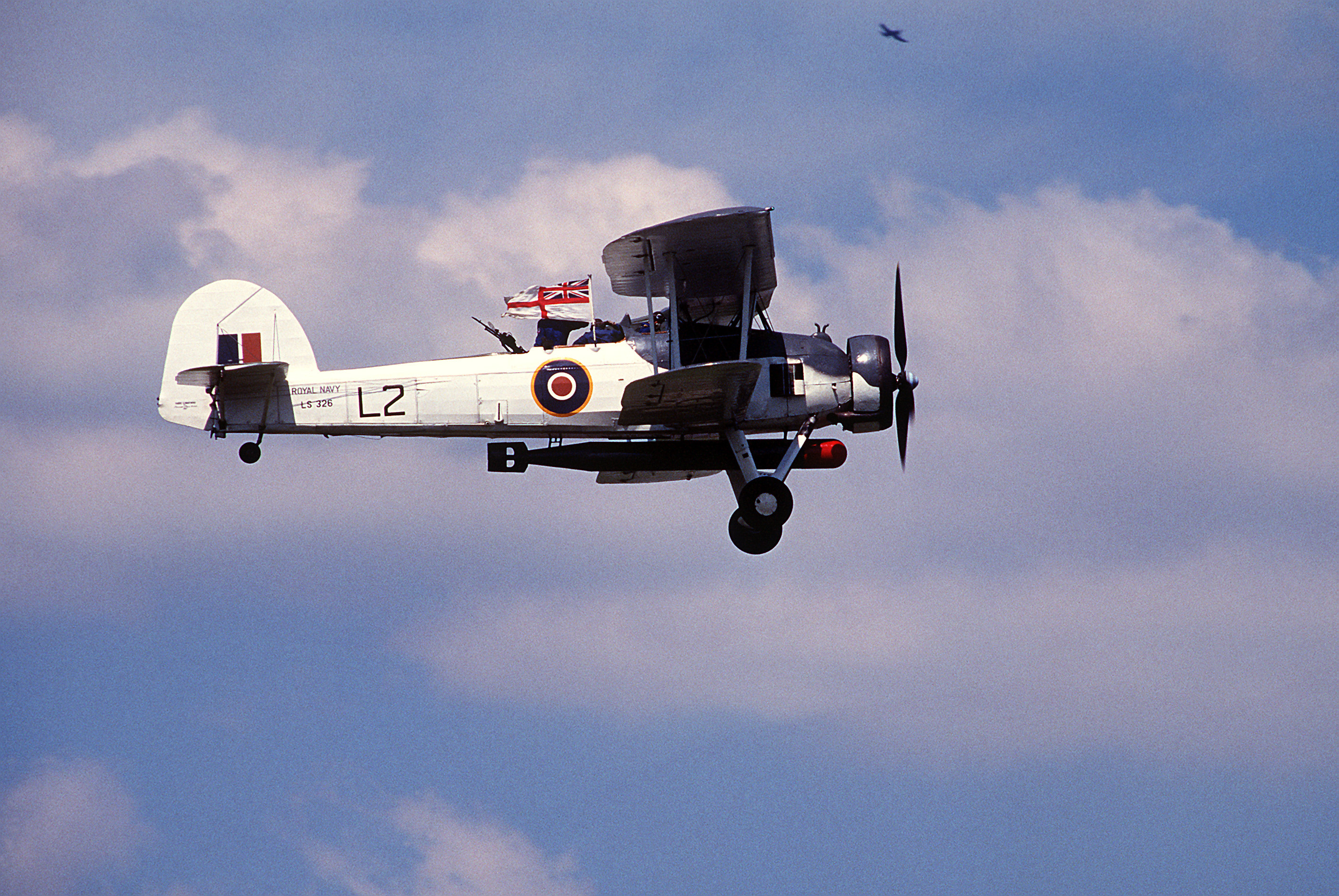
Torpiloarele Fairey Swordfish care au fost trimise în misiunea au fost toate doborâte

Flotila germană a început pregătirile pentru plecare în seara zilei de 10 februarie. În timp ce se pregăteau să iasă din port, vasele au fost surprinse de un raid de bombardament britanic și au fost obligate să reîntoarcă în docuri. Bombardierele RAF și-au lansat bombele, fără să provoace pagube importante germanilor. În timpul raidului, echipajele bombardierelor nu au remarcat pregătirile germanilor pentru plecare.
Interceptările mesajelor Ultra îi puseseră însă pe britanici în gardă. Cu toate aceste, o serie de greșeli și ghinioane ale britanicilor le-a permis germanilor să plece nedetectați din port. Trei avioane Lockheed Hudson ale Coastal Command efectuau în acea perioadă misiuni permanente de patrulare. Primul dintre aceste, „Stopper”, patrula în fața portului Brest, al doilea, „Line SE”, supraveghea zona de la nord de port, iar al treilea, „Habo”, acoperea zona dintre Le Havre și Boulogne. La ora 19:25 pe 11 februarie, „Stopper” a decolat ca de obicei, dar a fost interceptat de un avion de vânătoare nocturnă Bf 110 al NJG 1. Hudsonul britanic a reușit să scape de urmărirea germanilor, dar radarul din dotare s-a dovedit a fi defect. „Stopper” s-a reîntors la bază și a aterizat la 20:40. Un alt avion a decolat spre aceeași zonă de patrulare, ajungând în locație la 22:38. Era deja prea târziu – vasele comandate de Ciliax părăsiseră deja portul. Avionul Hudson „Line SE” ar fi putut să detecteze flota germană, dar în jurul orei 20:55 radarul de la bord s-a defectat. Echipajul britanic a hotărât la 21:50, după mai multe încercări eșuate de reparare a radarului, să se întoarcă la bază. În locul lui nu a decolat niciun alt aparat. Detectarea flotei germane depindea acum de „Habo”, dar britanicii au avut din nou ghinion. Deasupra aeroportului de pe Thorney Island a început să se formeze ceața, iar „Habo” a fost rechemat de urgență, ca să aibă timp să aterizeze câtă vreme vizibilitatea mai era suficient de bună. Chiar în acele momente, convoiul german se apropia de zona de patrulare. Avioanele de vânătoare nocturnă germane au efectuat 19 misiuni în acea noapte până la ora 08:00 dimineața, când au fost înlocuite de avioanele de vânătoare diurnă ale JG 2.
Flota germană a navigat timp de 11 ore de la Brest prin Canalul Mânecii spre strâmtoarea Dover. Întâmplarea a făcut ca operatorul unui stații radar din Fairlight, East Sussex a terminat o reparație și și-a pornit instalația la timp ca să recepționeze 27 de ecouri la ora 10:15 pe 12 februarie. Informația a ajuns la viceamiralul Bertram Ramsay, care a cerut sprijinul pentru executarea unei misiuni de recunoaștere de către avioanele înarmate ale Grupului 11 RAF. Ramsay a alertat de asemenea și Grupul 19 RAF și escadrila FAA care opera de la aeroportul Manston cu privire la existența unor posibile ținte în Canal, ținte ale căror număr și mărime nu erau cunoscute. Performanțele instalațiilor radar erau puternic afectate de instalațiile de bruiere (Ballstöranlage) montate pe două avioane Heinkel He 111, decolate de pe un aeroport de lângă Paris. După cele două Heinkel He 111 și-au încheiat misiunea, sarcinile lor au fost preluate de stațiile de bruiere germane de pe malul francez al Atlanticului. Detectarea convoiului de către radarul de la Fairlight a fost un mare noroc pentru că germanii îl bruiaseră, considerând că este scos din funcțiune. Zece bombardiere Dornier Do 217 au executat misiuni împotriva portului și aeroportului din Plymouth, în vreme ce alte 15 au executat misiuni de diversiune pentru ca să îndepărteze avioanele RAF de vânătoare de avioanele de bruiaj He 111.
Cererea lui Ramsay a fost repartizată pentru rezolvare piloților de pe aeroportul RAF Kenley. Doi piloți experimentați, Francis Victor Beamish (10 victorii) și Finlay Boyd (14 victorii), au fost trimiși într-o patrulă de recunoaștere. Pilotându-și avioanele Spitfire deasupra Canalului, ei au descoperit grupul de avioane de vânătoare Bf 109, care asigura protecția aeriană a convoiului naval naval. Cei doi au părăsit rapid zona, au păstrat tăcerea radio până la aterizare și au comunicat descoperirea lor doar la aterizare. Ei au identificat poziția navelor inamice la 10:42 și au aterizat la 11:09. Au mai trebuit să treacă încă 16 minute până când a fost alarmat Comandamentul bombardierelor. Ramsay nu a fost informat de descoperirea convoiului german până la 11:30. La ora 12:16, au avut loc primele schimburi de focuri dintre vedetele rapide de escortă germane și vedetele torpiloare britanice. Galland a ordonat ca toate zborurile de la joasă înălțime să înceteze și le-a permis lui Max Ibel și echipei sale de la bordul Scharnhorst să înceteze tăcerea radio. Ibel a început după aceea să direcționeze avioanele de vânătoare Fw 190 și Bf 109 în lupta împotriva unităților RAF care se îndreptau spre convoi. Întâmplarea a făcut ca, în momentul în care primele avioane britanice să intre în spațiul aerian al navelor, acestea să se afle în punctul cel mai apropiat de aeroporturi germane. În aceste condiții, piloții Luftwaffe au fost capabili să ofere maximum de protecție.

### Atacurile principale

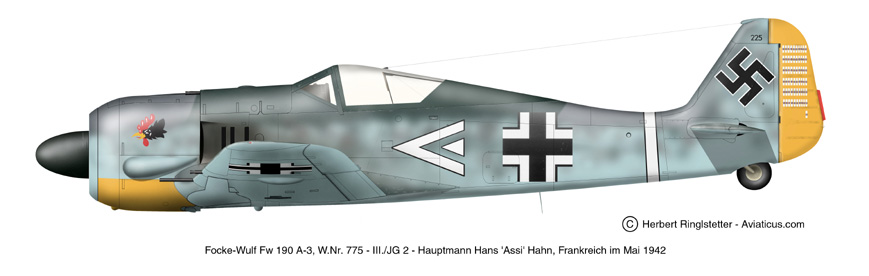
Avioane de vânătoare Fw 190 și JG 26 (1942)

Locotenentul comandor Eugene Esmonde, comandantul escadrilei 825 FAA, a decolat în frunte formației de biplane torpiloare Fairey Swordfish la 12:25. Escadrilele de vânătoare 411 și 64 Squadron, care trebuiau să asigure escorta torpiloarelor, au întârzia 15 minute și nu au mai putut asigura protecția necesară. Singura escadrilă care a reușit să ajungă la timp pentru asigurarea escortei a fost escadrila 72 comandată de Brian Kingcome care, fără să știe unde sunt avioanele torpiloare, le-a găsit din întâmplare.  Datorită plafonului de nori la mică altitudine, torpilele au fost lansate de la doar 50 – 100 m înălțime. Avioanele de escortă germane numeroase au respins cu ușurință avioanele de vânătoare Spitfire, care au abandonat protejarea torpiloarelor angajându-se în lupte pentru supraviețuire. Cele două escadrile britanice au fost atacate de piloții germani care zburau pe Fw 190 din cadrul JG 26 comandați de  Gerhard Schöpfel. Grupul de avioane Fw 190 tocmai ajunseseră în zonă pentru înlocuirea camarazilor din JG 2. Piloții germani au fost obligați să coboare trenurile de aterizare pentru reducerea vitezei, evitând astfel să rateze țintele – biplanele Swordfish care se deplasau cu viteză redusă. În timpul luptelor, toate cele șase avioane Swordfish au fost doborâte. În schimb, piloții britanici de vânătoare au doborât trei Fw 190. Câteva biplane au reușit să lanseze torpilele, dar niciuna dintre acestea nu și-a atins ținta. 
Comandorul Esmonde a fost doborât și ucis de atacul unui Fw 190. Esmonde a fost decorat postmortem cu Victoria Cross. Doar cinci dintre cei optsprezece membri ai echipajelor Swordfish au supraviețuit atacului. Escadrila de vânătoare RAF 41 a revendicat distrugerea a trei Bf 109 (cel mai probabil din cadrul JG 1) și avarierea unui al patrulea. Escadrila nr. 72 a revendicat distrugerea a trei Fw 190 și avarierea a altor patru. Escadrila 410 a revendicat distrugerea a două Bf 109 și avarierea a altor două. Vasele germane au folosit puțină muniție în lupta antiaeriană, greul luptelor fiind duse de Luftwaffe.
Ordinul de rămânere la sol pentru bombardiere a însemnat că RAF Bomber Command a contribuit relativ târziu în acea zi la luptele împotriva vaselor germane. Au fost implicate în lupte 73 de bombardiere între 13:55 și 14:50. Nici un echipaj de bombardiere nu a reușit să lovească țintele. La ora 14:35 au decolat nouă bombardiere Bristol Beaufort din cadrul escadrilei 42 condusă de W.H Cliff. Când cele  nouă bombardiere au ajuns deasupra localității  Manston în jurul orei 14:50 au găsit aici avioanele Hudson ale escadrilei 407 RCAF, care zburau în cerc. Celor două grupuri le-a luat aproape 30 de minute ca să se organizeze într-o formațiune de atac ordonat. În zonă au sosit și alte escadrile RAF și au fost lansate atacuri împotriva Gneisenau și Prinz Eugen de la înălțimi care au variat de la 60-100 metri pentru echipajele britanice, la 400-900 m pentru echipajele canadiene. Atacul a fost un eșec, niciunul dintre vasele germane nefiind lovite. Dacă escadrila 42 nu a pierdut nici un avion în timpul atacului, canadienii escadrilei 407 au pierdut două bombardiere. Sosită în zonă, escadrila 217 a atacat Gneisenau, dar loviturile au ratat de puțin ținta, vasul german reușind să vireze la timp. Mai târziu, un nou val de peste 130 de bombardiere a interceptat convoiul german între orele 16:00 și 17:05. Doar 20 de echipaje au reușit să atace vasele germane. Acest lucra s-a datorat lipsei de pregătire corespunzătoare a britanicilor ( echipajele bombardierelor nu fuseseră instruite să lupte împotriva țintelor navale), plafonului jos de nori (aproximativ 700 m) și a vizibilității reduse (vizibilitatea la nivelul apei era de 1.000 – 2.000 m). În timpul acestei misiuni, britanicii au pierdut nouă bombardiere. O altă formație de 35 de avioane Vickers Wellington a încercat fără succes să lovească navele între 17:50 și 18:15, pierzând în schimb două bombardiere. După lăsarea întunericului șase bombardiere-torpiloare Bristol Beaufort din cadrul escadrilei 86, trei din cadrul escadrilei 217 și trei din cadrul escadrilei 22 au mai efectuat un atac.  Comandantul de grup aerian C. Flood a condus atacul de la bordul singurului bombardier dotat cu radar pentru detectarea vaselor de suprafață. După identificarea convoiului, bombardierele au atacat fără succes, fiind respinse de focul puternic al antiaeriene de pe vase. Dintre cele 242 de  bombardiere care au luat parte raiduri, cel mult 39 au reușit să atace efectiv țintele și alte 16 au reușit să lanseze bombele în zonă. 15 avioane britanice au fost doborâte.
Singurul succes al britanicilor a fost avarierea lui Gneisenau și Scharnhorst (mai grav în cazul acestuia din urmă). Scharnhorst a lovit două mine, una la 14:31 și o a doua la 21:34. Gneisenau a lovit la rândul ei o mină la 18:55. Ambele vase au reușit să facă reparații la timp și să continue cursa. Avariile suferite de Scharnhorst au fost destul de grave, motoarele vasului fiind oprite pentru o anumită perioadă de timp după ce a lovit prima mină. Cum Bomber Command nu a fost anunțat de acest eveniment, britanicii au pierdut prilejul să atace Scharnhorst aflat într-o situație foarte vulnerabilă. Scharnhost a lovit a doua mină după căderea întunericului, ceea ce i-a scutit pe germani de primejdia unui atac aerian britanic. Avioanele RAF au pierdut contactul vizual cu vasele germane după ora 18:00.
Nu este clar cine au fost cei care au reușit să avarieze vasele germane. Este posibil ca minele să fi fost lansate de bombardierele Handley Page Hampden. Dacă acesta este adevărul, aceste echipaje au reușit să obțină rezultate mai bune decât atacurile combinate ale Royal Navy și RAF.

### Pierderi și  revendicări
În timpul misiunilor de escortare a bombardierelor au fost pierdute 20 de avioane de vânătoare, 14 piloți uciși și 3 prizonieri. Doar opt avioane de vânătoare britanice au fost doborâte de Luftwaffe. Alte opt au  fost doborâte de tirurile antiaerienei, două s-au ciocnit în zbor, iar două au fost pierdute din cauze neidentificate. Dintre avioanele de vânătoare doborâte, zece au fost Spitfire, șase Hawker Hurricane și patru Westland Whirlwinds. După terminarea luptelor, ambele tabere au revendicat mai multe victorii aeriene decât în realitate, Luftwaffeexegerând mai mult. Piloții de vânătoare RAF au revendicat doborârea a 16 Bf 109 și 13 avariate. A fost revendicată doborârea a altor patru Fw 190. Germanii au pierdut de fapt 17 avioane de vânătoare, cinci bombardiere Do 217 și 23 de membri ai echipajelor.  Luftwaffe a revendicat 60 de avioane RAF doborâte, dintre care 7 victorii sigure și șase probabil recunoscute JG 26. Britanicii au pierdut de fapt 41 de aparate de zbor, unele dintre ele doborâte de apărarea antiaeriană. III./KG 2 a participat la raiduri împotriva aeroporturilor RAF. Luftwaffe a executat în perioada 11-12 februarie 300 de misiuni de vânătoare și 40 de bombardament.

## Atacurile aeriene asupra porturilor
Flotila germană a ajuns în porturile de bază în seara zilei de 12 februarie. După ce bombardierele care au acționat pe timpul zilei au trebuit să se întoarcă pe aerodromuri fără să își fi îndeplinit misiunea, planificatorii  Bomber Command au organizat raiduri de noapte asupra docurilor din portul Kiel. Gneisenau a fost mutat într-un bazin interior alături de nava sa bază, Monte Olivia. Bocaporții fuseseră lăsați deschiși iar rezervoarele, care conțineau încă o mare cantitate de combustibil, fuseseră lăsate nesupravegheate. RAF Bomber Command a organizat primul raid în noaptea de 25/26 februarie cu 61 de bombardiere. În timpul atacului, Monte Olivia a fost distrus, dar Gneisenau nu a fost atins. În noaptea de 26/27 februarie, alte 61 de bombardiere au atacat portul Kiel. În timpul acestui raid, o bombă a străpuns puntea prova și a explodat în interiorul vasului. Vaporii de combustibil s-au aprins și vasul a fost cuprins de flăcări. Toată partea din față a vasului a trebuit să fie înlocuită. Pentru reparații, vasul a fost trimis pe 4 aprilie în portul Gdynia din Polonia, aici fiind în afara razei de acțiune a bombardierelor RAF. În ciuda eforturilor făcute pentru repararea vasului, Gneisenau nu a mai fost pus pe linia de plutire până la sfârșitul războiului. Raidurile nocturne s-au soldat cu pierderea a trei bombardiere, un Hampton și două Wellington. La sol, germanii au pierdut 16 civili și 116 marinari uciși de bombardament.
În noaptea de 27/28 februarie 1942,  33 de bombardiere au încercat să distrugă vasul  Scharnhorst în portul Wilhelmshaven. Plafonul de nori aflat la altitudine redusă a împiedicat identificarea țintelor. Germanii au raportat doar explozia a trei bombe. Britanicii au raportat trei bombardiere Armstrong Whitworth Whitley fără să poată identifica motivul doborârii. În 1942, Scharnhorst a reușit să evite distrugerea de către bombardierele RAF. Scharnhorst a fost reparat până în vară, dar o serie de accidente, ca de exemplu lovirea unei mine și eșuarea, au făcut ca vasul să reintre în luptă doar la sfârșitul anului. Echipajul a încercat de trei ori să navigheze spre Norvegia. Pe 10 ianuarie 1943, Scharnhorst s-a reîntors din drum de la Skagerrak, după ce a fost descoperit de un avion RAF. În ianuarie, germanii au mai făcut o încercare eșuată să ajungă în Norvegia. Pe 3 martie 1943, Scharnhorst a reușit în sfârșit să ajungă în Norvegia. Scharnhorst a participat în decembrie 1943 la Operațiunea Ostfront. În timpul deplasării, vasul german a fost scufundat în timpul Bătăliei de la Capul Nord.

## Urmări

### Eșecurile britanicilor
Necoordonarea acțiunilor FAA, RAF Royal Navy  a dus la eșecul operațiunilor britanice. Problemele create de vremea rea și lipsa unui control centralizat al forțelor navale și aeriene au făcut ca fiecare forță să acționeze independent. Primul rezultat a fost o serie de incidente în care britanicii au deschis focul împotriva propriilor forțe, așa cum a fost atacarea de către escadrila RAF nr. 217 a HMS Mackay. Cel mai mare eșec al britanicilor a fost incapacitatea avioanelor de vânătoare de asigurare a protecției bombardierelor și vaselor de suprafață. Deși vremea rea i-a împiedicat și pe germani să asigure o protecție aeriană mai sporită flotei proprii, bombardierele britanice au pierdut timp prețios în așteptarea propriilor avioane de escortă. Avioanele britanice de escortă ori nu s-au prezentat în zonele de întâlnire din cauza erorilor apărute la emiterea ordinelor de luptă. Comunicațiile radio au funcționat necorespunzător între unitățile de bombardiere și cele de vânătoare, dar și între bombardiere. Eșecul a fost adâncit de slaba pregătire a echipajelor de pe bombardiere, care nu fuseseră antrenate să lupte împotriva țintelor navale. Singurele formații de bombardiere-torpiloare disponibile în acel moment erau escadrilele 42 și 217 ale apărării de coastă care, datorită unor probleme de logistică, aveau efectivele mai mici decât normal.
Mareșalul aerului Philip Joubert de la Ferté din cadrul RAF Coastal Command a dat vina pentru eșecul operațiunii Fuller pe neglijarea nevoilor unităților aeriene de torpiloare, nu pe incapacitatea serviciilor de informații sau a celor de planificare și conducere a zborului. Joubert a cerut ca toate avioanele antinave să fie trecute în subordinea pazei de coastă. El susținuse că antrenamentele de mai bună calitate, mai multe avioane și o calitate mai înaltă a echipamentelor ar fi permis RAF să împiedice tentativele germane de străbatere a Canalului. Ministerul Aerului îi refuzase cererile, în schimb repartizase Grupul nr. 2 de bombardament în sprijinul apărării de coastă, pentru lupta împotriva activității navale germane între Cherbourg și Wilhelmshaven. Activitatea de aprovizionare și producție a rămas și după eșecul Fuller în favoarea Comandamentului de bombardament, având ca scop creșterea numărului de aparate care participau la campania de bombardament strategic a Germaniei. Capacitatea de luptă a pazei de coastă avea să scadă în continuare până în 1942, cele mai multe avioane specializate în lupta antinavală fiind deplasate pe teatrul de luptă mediteranean, considerat mult mai important. Mareșalul aerului Charles Portal a cerut schimbarea acestei situații afirmând „Am căzut de acord asupra importanței avionului bombardier-torpilor și aceasta a fost dovedită pe deplin  în timpul traversării vaselor Scharnhorst și Gneisenau [și Prinz Eugen] prin Canal”. În mai 1942, Joubert a reușit să obțină aprobarea pentru dotarea pazei de coastă cu noile aparate Bristol Beaufighter, care și-au început efectiv serviciul în noiembrie același an. Cu toate eforturile, doar o singură escadrilă a devenit operațională. În ciuda nevoii de avioane torpiloare, Portal a reușit să doteze paza de coastă la un nivel acceptabil de abia în 1943, când au intrat în serviciu avioanele de Havilland Mosquito.
Succesul operațiunii Donnerkeil a fost un punct de cotitură în războiul electronic prin utilizarea tehnicilor de bruiaj. Succesul german i-a impulsionat pe britanici să dezvolte aparatura pentru realizarea de contramăsuri electronice pentru depășirea sistemului de apărare conceput de colonelul Kammhuber. Una dintre contramăsuri a fost folosirea începând cu 1943 a paietelor de aluminiu împotriva radarelor germane. Folosirea acestei ultime măsuri antiradar a avut un efect devastator asupra capacității de luptă a aviației de vânătoare nocturnă germane în timpul operațiunii  Reichsverteidigung. Primul pas în această luptă a fost operațiunea forțelor terestre britanice  „Biting” pentru capturarea unui radar Würzburg de pe 27/28 februarie 1942. Britanicii au sustras o serie de componente ale radarului, după cercetarea cărora au dezvoltat instalații de bruiere. Germanii au răspuns acestui atac fortificând toate locațiile radarelor, ceea ce în schimb le-a făcut mai ușor de identificat de avioanele aliate de recunoaștere. Britanicii au început de asemenea bruierea ocazională a radarelor Freya. Germanii nu au descoperit aceste ultime acțiuni de bruiere până în septembrie 1942. Și germanii se foloseau de dispozitive de bruiere a radarelor britanice, pentru sprijinirea ofensivei aeriene împotriva orașelor și instalațiilor militare din Regat. Bruiajul radarelor, contramăsurile electronice și multe alte inovații au cunoscut o dezvoltare deosebită din acest moment înainte.

### Din punctul de vedere german
Operațiunea Donnerkeil a fost un succes de răsunet pentru Luftwaffe. Succesul nu poate fi măsurat prin rata pierderilor, care a fost de 2:1 în favoarea germanilor, ci în eșecul măsurilor RAF, FAA și Royal Navy de interceptare a convoiului și, atunci când vasele germane au fost totuși identificate, de producere a unor pagube importante inamicului. Forțele slabe trimise în luptă de Royal Navy au fost respinse cu ușurința de vadele germane. Focul puternic al antiaerienei a sprijinit în mod hotărâtor apărarea împotriva atacurilor aeriene. Combinația dintre focul antiaerienei, escorta asigurată de aviația de vânătoare și vremea nefavorabila a dus în cele din urmă la respingerea cu succes a atacurilor RAF. Galland, care a fost responsabil pentru realizarea planului, a considerat că Donnerkeil a fost culmea atinsă în timpul carierei sale.
Până în cele din urmă, Cerberus a fost un succes operațional pentru Kriegsmarine, dar un mare pas înapoi din punct de vedere strategic. Practic, marina germană a efectuat o retragere strategică din Atlantic. După acest moment, campania împotriva transporturilor navale aliate din Oceanul Atlantic a fost continuată doar de submarine, fără sprijinul vaselor de suprafață. După retragerea vaselor germane din porturile atlantice franceze, acestea au fost izolate în mod eficient de Roayl Navy în Marea Nordului și fiordurile norvegiene. În plus, Scharnhorst și Gneisenau au fost avariate de mine marine și au avut nevoie de reparații șantierele navale germane. Prinz Eugen a fost torpilat la câteva săptămâni după Cerberus. Toate cele trei vase au fost scoase din serviciul activ pentru lungi perioade de timp. În cele din urmă, Gneisenau a fost scos din funcțiune până la sfârșitul războiului de un raid al bombardierelor în februarie 1942, iar Scharnhorst a fost scufundat în decembrie 1943.